# Décrochez vos vacances
 (septembre 2024).
Si vous disposez d'ouvrages ou d'articles de référence ou si vous connaissez des sites web de qualité traitant du thème abordé ici, merci de compléter l'article en donnant les références utiles à sa vérifiabilité et en les liant à la section « Notes et références ».
Décrochez vos vacances est le titre d´un jeu télévisé français diffusé sur France 3 de 2002 à 2007 l'été et produit par Marc-Olivier Fogiel. Le principe est de faire deviner aux téléspectateurs le nom d'une personnalité ou de répondre à une question, et d'envoyer la réponse en appelant un numéro surtaxé. C'est un exemple de call TV.

## Principe
- Jusqu'en 2003 : Les téléspectateurs doivent deviner le nom d'une star à partir des lettres de son nom dans le désordre. Quand un téléspectateur a trouvé la bonne réponse, il gagne de 500€ à 1000€ ensuite puis peut gagner 200€ supplémentaires par bonne réponse aux questions de l´animateur (en 45 secondes, 5 questions maximum).

- Depuis 2004 : Les téléspectateurs doivent répondre à une question (qui leur rapporte 500€ ou 1000€) puis découvrir un nombre à 4 chiffres allant jusqu'à 5000. Au fur et à mesure les chiffres se découvrent et si un téléspectateur trouve le bon résultat, par exemple: 2459€, il gagne les 500 (ou 1000€) ainsi que la somme du chèque 2459€.

- Le générique était d'Antoine Lantieri.

## Présentateurs
- de 2002 à 2005 : Stéphane Basset (du lundi au vendredi) et Anne Audigier (le week-end en 2002), accompagné par Faustine Bollaert en 2003
- de 2004 à 2007 : Charlotte Gomez (le vendredi et weekend jusqu'en 2005 puis, à partir de 2006, uniquement le weekend)

### Horaires de diffusion
De 2002 à 2005, les émissions étaient diffusées du lundi au dimanche de 7h à 8h. Depuis 2006, les émissions sont diffusées le samedi et le dimanche de 6h55 à 7h55 (en direct)

### Année de diffusion
- 2002 : du lundi 1er juillet au dimanche 1er septembre
- 2003 : du lundi 30 juin au dimanche 31 aout
- 2004 : du 21 juin au vendredi 13 aout
- 2005 : du 9 juillet au 21 aout
- 2006 : du 1er juillet au dimanche 3 septembre (uniquement samedi et dimanche)
- 2007 : du 30 juin au 2 septembre (uniquement samedi et dimanche)

- 2008, Décrochez vos vacances n'a plus été diffusé sur France 3 en raison des Jeux olympiques d'été de 2008.
- 2009, l'émission n'a pas eu lieu et est définitivement retiré de la grille de France 3 en raison de la suppression des jeux de call TV